# 将棋の手合割
将棋の手合割（しょうぎのてあいわり）とは、将棋におけるハンデキャップのことを言う。

## 概説
棋力に差があるとき、その差に応じて上位者側の駒の一部を盤上から取り除いた状態で開始する。これを駒落ち（こまおち）という。取り除かれた駒は、対局が終わるまで使用することはない。駒を落とした側の対局者を上手（うわて）、落とされた側を下手（したて）と呼ぶ。振り駒は行わず、上手から指し始める。
駒落ちは将棋において、棋力の差に応じたハンデキャップを与え対等な勝負ができるようにするための仕組みである。これに対して、両者とも20枚の駒を並べて戦うことを平手戦（ひらてせん）という。
江戸時代から戦前までは、段位に基づいて手合割が厳格に定められており、実力の異なるものが平手で対局することはなかった。むしろ例えば「六段＝名人に角落ちでいい勝負ができること」というように手合割によって段位が規定されていた。したがって、当時は駒落ちが非常に重要視され、駒落ちの定跡も盛んに研究された。
戦後になってプロ棋士は公式戦では段位によらず平手で指すことが決まり、プロ棋士にとって駒落ちは指導対局のためのものという位置付けに下がった。二段以下の奨励会では現在でも香落ちが行われる。
アマチュアは棋力に差がある場合に駒落ちで対局することを日本将棋連盟が推奨している。将棋道場の多くはこれに従って駒落ちを導入している。もっともITの発達によりオンラインでの対局が主流になってきた現代では、いつでも棋力の近い相手とのマッチングによって平手で指すことができるようになったため、駒落ちを指す頻度はそれほど高くない。
過去に行われたことのある駒落ちは以下の通りである。なお、このうち現在よく行われているのは日本将棋連盟がアマ向けの目安として推奨している手合割である。
| 上手が指定された枚数の駒を落とす。 落とす駒の優先順位は大駒、香車、桂馬、銀将、金将の順で、同駒では左側にある方が優先的に落とされる。 十枚落ちでは上手が玉将と歩兵以外の全ての駒を落とす。 | 十枚落ちの初期配置 △上手\| 9 \| 8 \| 7 \| 6 \| 5 \| 4 \| 3 \| 2 \| 1 \| \| \| \| \| \| \| 王 \| \| \| \| \| 一 \| \| \| \| \| \| \| \| \| \| \| 二 \| \| 歩 \| 歩 \| 歩 \| 歩 \| 歩 \| 歩 \| 歩 \| 歩 \| 歩 \| 三 \| \| \| \| \| \| \| \| \| \| \| 四 \| \| \| \| \| \| \| \| \| \| \| 五 \| \| \| \| \| \| \| \| \| \| \| 六 \| \| 歩 \| 歩 \| 歩 \| 歩 \| 歩 \| 歩 \| 歩 \| 歩 \| 歩 \| 七 \| \| \| 角 \| \| \| \| \| \| 飛 \| \| 八 \| \| 香 \| 桂 \| 銀 \| 金 \| 玉 \| 金 \| 銀 \| 桂 \| 香 \| 九 \|▲下手 |    |    |    |    |    |    |    |    |
| 9 | 8 | 7  | 6  | 5  | 4  | 3  | 2  | 1  |    |
| | |    |    | 王 |    |    |    |    | 一 |
| | |    |    |    |    |    |    |    | 二 |
| 歩 | 歩 | 歩 | 歩 | 歩 | 歩 | 歩 | 歩 | 歩 | 三 |
| | |    |    |    |    |    |    |    | 四 |
| | |    |    |    |    |    |    |    | 五 |
| | |    |    |    |    |    |    |    | 六 |
| 歩 | 歩 | 歩 | 歩 | 歩 | 歩 | 歩 | 歩 | 歩 | 七 |
| | 角 |    |    |    |    |    | 飛 |    | 八 |
| 香 | 桂 | 銀 | 金 | 玉 | 金 | 銀 | 桂 | 香 | 九 |

| 9  | 8  | 7  | 6  | 5  | 4  | 3  | 2  | 1  |    |
|    |    |    |    | 王 |    |    |    |    | 一 |
|    |    |    |    |    |    |    |    |    | 二 |
| 歩 | 歩 | 歩 | 歩 | 歩 | 歩 | 歩 | 歩 | 歩 | 三 |
|    |    |    |    |    |    |    |    |    | 四 |
|    |    |    |    |    |    |    |    |    | 五 |
|    |    |    |    |    |    |    |    |    | 六 |
| 歩 | 歩 | 歩 | 歩 | 歩 | 歩 | 歩 | 歩 | 歩 | 七 |
|    | 角 |    |    |    |    |    | 飛 |    | 八 |
| 香 | 桂 | 銀 | 金 | 玉 | 金 | 銀 | 桂 | 香 | 九 |

この他、上手が玉将以外の全ての駒を落とす裸玉（十九枚落ち）と呼ばれるものもある。下手が断然有利に見えるが、上手も玉が広い、二歩になりにくいなどの利点があり、ハンデとしては十枚落ちと大差はない。
特殊な手合割としては、両方の金銀桂香を落とし飛車と角は残すトンボ（通常の六枚落ちよりも下手の指導に適しているとして、小田切秀人指導棋士が推奨している）、裸王の状態で上手が最初から持ち駒に歩兵を3枚持って開始する（上手にのみ二歩を許すルールもある）歩三兵、香落ちと角落ちの大きな差を埋めるために両香落ちとともに奨励会で考案された銀落ち、同様に飛香落ちと二枚落ちの間を埋めるために飛両香落ちとともに奨励会で考案された飛銀落ち、飛先の歩を落とすことで上手のほうが有利（初手で飛車を成れる）になる太閤落ち、角香落ちなどがある。
また、江戸時代の家元制では駒落ちは2段差4段差6段差などの偶数段差にのみ設定されており、奇数段差ではこれらの組み合わせで対処していた。例えば対局者が1段差の場合には、0段差の平手と2段差の香落ちを交互に指す平香交じり（半香ともいう）を行う。その他に香角交じり、飛角交じり、飛飛香交じり（飛半交じりともいい飛落ちと飛香落ちの2番1組）、半二交じり（飛香落ちと二枚落ちの2番1組）といったものもあり、これらは明治から昭和戦前までも、大半の対戦で採用されていた。
また、香落ちを2段差で角落ちを5段差とし、3段差を香香角交じり（香落ち・香落ち・角落ちをセットで行う）、4段差を角角香交じりとすることで香落ちと角落ちの差を埋めようとしたこともある。角落ちを4段差から5段差に、飛車落ちを6段差から7段差にしたのは、昭和9年（1934年）の日本将棋連盟の手合割改正による。
日本将棋連盟の指導対局では「平手・香落ち」と「角落ち以下」で料金が異なっている。
その他、駒落ち以外のハンデの付け方として以下のようなものもある。
| 名称              | 内容 |
| ----------------- | --- |
| 待った容認        | 本来は反則行為である待ったを、下手に限って認めるというもの                                                   |
| n手指し           | チェスで主に使われる方法を応用したもので、下手は初手で何手か指して駒組ができる（駒が動かせるのは五段目まで） |
| 駒渡し            | 駒を落とすのではなく相手の持ち駒に加えて持ち駒の使い方を覚えさせる                                           |
| 不均衡持ち時間    | 上手の持ち時間を下手よりも短く設定する                                                                       |
| n番手変わり       | 最終局勝者の連勝数がn局になると、駒落ちの手合割を変える                                                      |
| 相互先（平手戦）  | 2局セットで交互に先手を持つ                                                                                  |
| 先相先            | 3番手合いで1局目と3局目が先手                                                                                |
| ○✕交じり          | ○落ちと✕落ちをセットで行う                                                                                   |
| ＠倍層手合い      | 上手＠：1下手の賭け率の対局（24道場などで使う）                                                              |
| 定先              | 下位者の先手で引分局の打開責務が後手（Yahoo!などで使う）                                                     |
| 将棋盤を180度回転 | 下位者が不利になったら将棋盤を180度回転させて指し継ぐ                                                        |
| スピード出世将棋  | 下位者は盤の五段目で駒を成ることができる                                                                     |

一般に、二枚落ちのプロに勝てれば実力アマ初段と言われるが、これは指導対局として手加減してくれた場合の話であり、プロが本気で勝負した場合、初段の実力で勝ちきるのは容易ではない。
駒落ち上手の達人として名高かった灘蓮照九段が、「自分の四枚落ちに勝てれば四段と認める、初段相手なら八枚落ちで十分」と豪語したという逸話がある。
- 八枚落ちの灘流の上手の指し方は、先崎学『最強の駒落ち』（講談社現代新書）／『駒落ちのはなし』（マイナビ）で紹介されている。
- 四枚落ちの灘流の上手の指し方は、湯川博士『定跡なんかフッとばせ―駒落ち必勝法』（MYCOM将棋文庫）で紹介されている。また、先崎学『最強の駒落ち』（講談社現代新書）／『駒落ちのはなし』（マイナビ）でも、「灘流」とは書かれていないが、灘が得意とした指し方が紹介されている。

### 平手戦
平手（ひらて）とは、前述の通り先手・後手ともに駒落ちがなく、20枚ずつ所定の位置に置いた状態から指される対局。
| 9  | 8  | 7  | 6  | 5  | 4  | 3  | 2  | 1  |    |
| 香 | 桂 | 銀 | 金 | 王 | 金 | 銀 | 桂 | 香 | 一 |
|    | 飛 |    |    |    |    |    | 角 |    | 二 |
| 歩 | 歩 | 歩 | 歩 | 歩 | 歩 | 歩 | 歩 | 歩 | 三 |
|    |    |    |    |    |    |    |    |    | 四 |
|    |    |    |    |    |    |    |    |    | 五 |
|    |    |    |    |    |    |    |    |    | 六 |
| 歩 | 歩 | 歩 | 歩 | 歩 | 歩 | 歩 | 歩 | 歩 | 七 |
|    | 角 |    |    |    |    |    | 飛 |    | 八 |
| 香 | 桂 | 銀 | 金 | 玉 | 金 | 銀 | 桂 | 香 | 九 |

第二次世界大戦前は、プロ棋界でも両対局者の段級位の差による駒落ち戦が主流だったが、現在の公式の棋戦は全て平手戦で行われている。
王将戦創設当時はどちらかが3勝差をつけると次の対局から平手と香落ちを交互に指す「三番手直り」制度があったが、現在は「四番手直り」に改められ、またどちらかが4勝した時点で対戦が終了するため、香落ち戦が指されることはない。
ただし、奨励会においては2級差の対局に香落ち、その準備組織である研修会では連盟の基準に応じた駒落ち、入門時には駒落ちでの指導対局が一般的であるため、現代のプロ棋士は駒落ちによる対局を経験している。またプロ入り後はアマチュアへの指導で駒落ち対局を行っている。

## 駒落ちの定跡
駒落ち定跡の歴史はすなわち将棋定跡の歴史と言っても過言ではなく、最古の将棋定跡書、大橋宗英の『将棋歩式』や棋聖・天野宗歩の『将棋精選』に掲載されている定跡のほとんどが駒落ちである。『将棋精選』の天野定跡は昭和初期まで将棋の基本とされた。升田幸三は「これさえマスターすれば、もう高段者になれる。」「引き駒をした、ハンディをつけたぶんのは、いまもこれが基本として残っているほどです。」「ぼくもこの『将棋精選』は初段ごろに読んで、感心しました、偉いもんだなぁと思って。いまだに感心しますよ。よくまあこれだけやったもんだと……。その将棋のなかから、私流の考え方があって、自分の創意を加えて、勉強になりましたねぇ。」と述べている。
その後、木村義雄が更にそれを修正した『将棋大観』が現在駒落ち将棋の基本となっている。この定跡を「木村定跡（大観定跡）」といい、多くの駒落ち定跡書は木村定跡の修正版もしくは自分で編み出した新研究となっている。

### 角落ち
角落ち（かくおち）は将棋のハンデキャップの1つ。角行を上手から取り除いて対局する。トッププロと、トップアマが戦う手合割としてよく用いられる。昭和50年ごろには角落ち棋戦「将棋プロアマ角落十番勝負」「朝日アマプロ角落ち戦」等があり、非常に流行していた。定跡としては天野定跡以来の三間飛車（本定跡）か、矢倉戦法が主流である。

### 二枚落ち
二枚落ち（にまいおち）は将棋のハンデキャップの1つ。飛車、角行の大駒を上手から取り除いて攻撃力を抑えた状態で対局する。飛車角落ち（ひしゃかくおち）ともいい、最もよく知られた駒落ち将棋である。慣用句的に、スポーツで主力選手を欠き攻撃できない状態のことを「飛車角落ち」というほどである。
| 9  | 8  | 7  | 6  | 5  | 4  | 3  | 2  | 1  |    |
| 香 | 桂 | 銀 | 金 | 王 | 金 | 銀 | 桂 | 香 | 一 |
|    |    |    |    |    |    |    |    |    | 二 |
| 歩 | 歩 | 歩 | 歩 | 歩 | 歩 | 歩 | 歩 | 歩 | 三 |
|    |    |    |    |    |    |    |    |    | 四 |
|    |    |    |    |    |    |    |    |    | 五 |
|    |    |    |    |    |    |    |    |    | 六 |
| 歩 | 歩 | 歩 | 歩 | 歩 | 歩 | 歩 | 歩 | 歩 | 七 |
|    | 角 |    |    |    |    |    | 飛 |    | 八 |
| 香 | 桂 | 銀 | 金 | 玉 | 金 | 銀 | 桂 | 香 | 九 |

木村義雄が「六枚落ちから三枚落ちのように上手にどこといってテキメンの欠陥がないので、飛角運用だけの簡単な攻撃法ではなかなか勝利をおさめる訳にはいかない」と述べているように、攻撃力は低いが防御力は十分にあるので、攻める下手には要領の良い攻撃能力が要求される。
下手側の定跡として江戸時代から「二歩突っ切り」「銀多伝」の2つが整備されているが、上手相手にこの2つの定跡を用いても下手が勝つのはなかなか難しい。昭和中期にプロ・アマ対局で大量の二枚落ち戦が指されたが、観戦記者の湯川博士によればアマが定跡を覚えてきても勝てたケースは殆ど無かったという。特に「二歩突っ切り」定跡の成績が非常に悪く、湯川は玉が硬い「銀多伝」定跡を推奨している。このため、アマ側で唯一好成績を収めたアマ四段の石垣純二が旧来の銀多伝を工夫した「石垣流銀多伝定跡」が昭和中期に流行したが、石垣流にも後に欠陥が見つかり、現在では「二歩突っ切り」がまた盛行している。現在でも高橋道雄の開発した駒落ち新定跡のように、下手向けの定跡が研究されている。

### 六枚落ち
六枚落ち（ろくまいおち）は将棋のハンデキャップのひとつ。上手が飛車・角行・両方の桂馬・両方の香車の6枚を落とすことからこの呼び名がある。
| 9  | 8  | 7  | 6  | 5  | 4  | 3  | 2  | 1  |    |
|    |    | 銀 | 金 | 王 | 金 | 銀 |    |    | 一 |
|    |    |    |    |    |    |    |    |    | 二 |
| 歩 | 歩 | 歩 | 歩 | 歩 | 歩 | 歩 | 歩 | 歩 | 三 |
|    |    |    |    |    |    |    |    |    | 四 |
|    |    |    |    |    |    |    |    |    | 五 |
|    |    |    |    |    |    |    |    |    | 六 |
| 歩 | 歩 | 歩 | 歩 | 歩 | 歩 | 歩 | 歩 | 歩 | 七 |
|    | 角 |    |    |    |    |    | 飛 |    | 八 |
| 香 | 桂 | 銀 | 金 | 玉 | 金 | 銀 | 桂 | 香 | 九 |

指導対局などで、初心者と上級者が対局する場合、最初はこの手合いから始めることが多い。
上手から攻め込まれる心配はほとんどないので、下手は上手陣を破って上手玉に迫ることに専念していけばよい。天野定跡以来の下手の角上がりからの9筋端攻めが有名な下手必勝法だが、先崎学は1筋端攻めの方を推奨するなど、他の指し方もある。